# Skolebrød

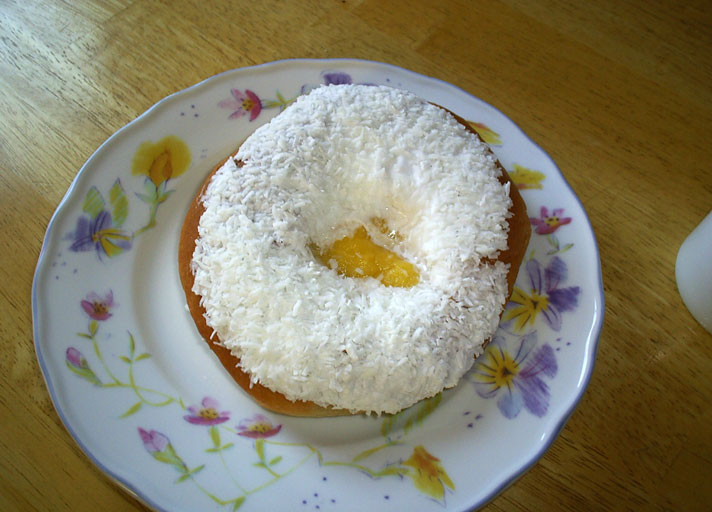
Skolebrød

Skolebrød é um pequeno bolo típico da culinária da Noruega. O seu nome significa, em norueguês, pão da escola. É também conhecido como skolebolle, significando pão doce da escola.
É preparado com leite, manteiga, fermento, açúcar, cardamomo, farinha, baunilha, ovo e coco, entre outros ingredientes possíveis.
Em 2009, realizou-se um concurso a nível nacional na Noruega, envolvendo alunos de escolas de todo o país, com o intuito de incitar os jovens a criar novas receitas de skolebrød e de eleger as melhores. O concurso era denominado "Fremtidens skolebrød" (significando "o skolebrød do futuro") e conseguiu reunir mais de 80 receitas.